# Пока мой муж ловил треску

Афиша спектакля «Пока мой муж ловил треску» (постановка Ольги Анохиной)

«Пока мой муж ловил треску» — антрепризная комедия по мотивам французского водевиля, написанная драматургом Олегом Попковым по мотивам пьесы «Все мои мужья» известного французского драматурга Жоржа Фейдо (автора бульварных комедий) и поставленная режиссёром Ольгой Анохиной в жанре французского анекдота. Постановка: компания «РуссАрт».

## Сюжет
Трагикомическая история про незадачливого мужа, который чуть не лишился своей жены из-за трески.
Муж ушел на рыбалку и пропал совершенно непонятно где. А пока озадаченная супруга бьется над мучительным для себя вопросом, куда же мог свернуть её ненаглядный, подвыпивший помощник мэра делает ошибку в регистрационной книге и тем самым выдает её замуж. Причём не за кого-нибудь, а за жениха собственной дочери. Ситуацию бросается исправлять мэр, пытаясь аннулировать столь курьезный брак. И все бы ничего. Но именно в этот момент наконец возвращается пропавший было муж…

## В ролях
- Сергей Никоненко — старенький дяденька с усами
- Олег Кузнецов — Патрис Сурков
- Ольга Лифенцева — Виржиния Жамбон
- Анатолий Васильев — Жан-Гюстав Барильон
- Наталья Хорохорина — мадам Жамбон
- Леонид Евтифьев — месье Плантюрель
- Сергей Габриэлян — месье Топо
- Анатолий Кощеев — капитан Эмиль Жамбон
- Вячеслав Шалевич
- Игорь Старыгин
- Наталья Егорова
- Сергей Рудзевич
- Андрей Харитонов
- Валентин Смирнитский